# Superkupa Shqiptar 2013
La Superkupa Shqiptar 2013 è stata la 20ª edizione della supercoppa albanese.
La partita fu disputata dallo Skënderbeu, vincitore del campionato, e dal Laçi, vincitore della coppa.
Questa edizione si giocò al Qemal Stafa Stadium di Tirana e vinse lo Skënderbeu 4-3 ai tiri di rigore dopo che l'incontro terminò 1-1 alla fine dei tempi supplementari.
Per la squadra di Coriza è il primo titolo dopo le due finali consecutive perse contro il KF Tirana.

## Tabellino
| Arbitro: | Enea Jorgji |

|          |                      |              |
| Pejić 6’ | Marcatori            | 90+3’ Buljan |
|          | Tiri di rigore 4 – 3 |              |